# Норман (округ)
Но́рман (англ. Norman County) — округ в штате Миннесота, США. Административный центр и крупнейший город — Эйда. По переписи 2000 года в округе проживают 7442 человека. Площадь — 2271 км², из которых 2269,6 км² — суша, а 1,36 км² — вода. Плотность населения составляет 3 чел./км².

## История
Округ был основан в 1881 году.